# Cook’s Canyon Wildlife Sanctuary
Das Cook’s Canyon Wildlife Sanctuary ist ein 60 Acres (24,3 ha) großes Schutzgebiet bei Barre im Bundesstaat Massachusetts der Vereinigten Staaten. Es wird von der Massachusetts Audubon Society verwaltet.

## Schutzgebiet
Das Schutzgebiet wurde nach der schmalen Schlucht benannt, durch die der Galloway Brook fließt. Diese war im frühen 20. Jahrhundert ein beliebtes Ziel bei Touristen und bietet als Hauptattraktion einen mehrstufigen Wasserfall. Die Steinwälle stammen aus dem 18. Jahrhundert. Für Besucher stehen Wanderwege mit einer Länge von insgesamt 1 mi (1,6 km) zur Verfügung.